# Szjarhej Viktaravics Csernik
Szjarhej Viktaravics Csernik (belaruszul: Сяргей Віктаравіч Чэрнік; Grodno, Szovjetunió, 1988. március 5. –) belarusz válogatott labdarúgó, aki jelenleg az AS Nancy játékosa.

## Pályafutása
2005-ben csatlakozott a Nyoman Hrodna akadémiájához, majd itt lett profi játékos. 1073 percig védte a BATE Bariszav kapuját gól nélkül 2015-ben, ami ligarekord. 2016. június 28-án aláírt a francia AS Nancy együtteséhez.
2013. november 15-én debütált a válogatottban az Albán labdarúgó-válogatott ellen.

## Sikerei, díjai
- BATE Bariszav
  - Fehérorosz bajnok: 2014, 2015, 2016
  - Fehérorosz kupa: 2015
  - Fehérorosz szuperkupa: 2015